# Mačara
Mačara (abchazsky Маҷара, gruzínsky მაჭარა – Mačara) je vesnice v Abcházii v okrese Gulrypš na pobřeží Černého moře. Těsně přiléhá k okresnímu městu Gulrypš jihovýchodním směrem. Obec sousedí na severozápadě s abchazským hlavním městem Suchumi a s Dzygutou, od kterých ji odděluje řeka Kjalašur, na severu s Bagbaranem, na severovýchodě s Marchaulem a na jihovýchodě s Pšapem. Obcí protéká řeka Mačara, procházejí jí hlavní silnice spojující Suchumi s Gruzií a také železnice se zastávkou v obci.
Oficiálním názvem obce je Vesnický okrsek Mačara (rusky Мачарская сельская администрация, abchazsky Маҷара ақыҭа ахадара). Za časů Sovětského svazu se okrsek jmenoval Mačarský selsovět (Мачарский сельсовет).

## Části obce
Součástí Mačary jsou následující části:
- Mačara (Маҷара)
- Dolní Marchaul (Аладатәи Мархьаул)
- Horní Gulrypš (Аҩадатәи Гәылрыԥшь)
- Kjalašur archa (Кьалашәыр арха)
- Mačara archa (Маҷара арха)
- Mačara Accha (Маҷара ацҳа)
- Thubyn (Ҭҳәыбын) – od 1813 Cchomi nebo Tubun, Tchubun

## Historie
Po vyhnání abchazského obyvatelstva v druhé polovině 19. století během mahadžirstva následkem Kavkazské války se do obce nastěhovalo převážně ruské, arménské a gruzínské obyvatelstvo. Obyvatelé zde pěstovali tabák, citrusy, obilí a kukuřici. Věnovali se dále výrobou hedvábí, chovem včel a dobytka. V sovětské éře v Mačaře vznikly tři základní školy: jedna arménská, jedna gruzínská a jedna ruská. Po válce v Abcházii v roce 1993 většina gruzínského obyvatelstva opustila zemi.

## Obyvatelstvo
Dle nejnovějšího sčítání lidu z roku 2011 je počet obyvatel této obce 2640 a jejich složení následovné:
- 1763 Arménů (66,8 %)
- 626 Abcházů (23,7 %)
- 171 Rusů (6,5 %)
- 27 Gruzínů (1,0 %)
- 21 Pontských Řeků (0,8 %)
- 32 ostatních národností (1,2 %)

Před válkou v Abcházii žilo v obci bez přičleněných vesniček 1152 obyvatel. V celém Mačarském selsovětu žilo 4209 obyvatel.